# Grip (logiciel)
Pour les articles homonymes, voir Grip.
 (septembre 2012).

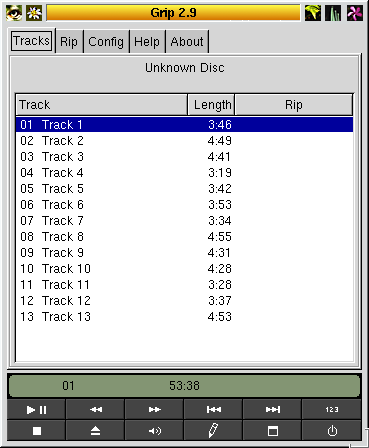
Grip 2.9

Grip est un logiciel qui permet l'extraction de pistes de CD-ROM audio, qui sont en format WAVE, et comprimez-les sur MP3 et d'autres formats. Il a été abandonné en 2005 après la version 3.3.1, et n'a pas été maintenu. En 2017, un nouveau développeur a pris le relais et a publié la version 3.3.5 en avril 2017.
Grip possède aussi un lecteur de CD complet, qui permet la création de playlist.
Ce logiciel fonctionne sous GNU/Linux. Il est libre (sous GPL2) et en anglais.